# Списак ГНУ/Линукс дистрибуција које подржава Задужбина за слободни софтвер
Задужбина за слободни софтвер одржава листу ГНУ/Линукс дистрибуција за које налази да испуњавају критеријуме за слободне дистрибуције система, према дефиницији слободног софтвера.

## Листа
Ова листа је нужно функција дефиниције; алтернативне дефиниције су дефиниција отвореног кода и дебијанове смернице за слободан софтвер.
| Дистрибуција             | Последња измена | Заснована на дистрибуцији | Опис |
| ------------------------ | --------------- | ------------------------- | --- |
| BLAG                     | 2011-05-04      | Федора                    | Слободна дистрибуција, заснована на Федори.                                                                                    |
| Dragora GNU/Linux        | 2012-04-21      |                           | Независна дистрибуција, заснована на принципима једноставности.                                                                |
| Dyne:bolic               | 2011-09-08      | Дебијан                   | Дистрибуција са специјалним нагласком на едитовање аудио и видео садржаја.                                                     |
| gNewSense                | 2014-02-09      | Дебијан                   | Дистрибуција коју спонзорише Задужбина за слободни софвер.                                                                     |
| Musix                    | 2010-09-22      | Кнопикс                   | Дистрибуција са посебним нагласком на обраду звука.                                                                            |
| Parabola                 | 2013-04-27      | Арч                       | Дистрибуција која има за циљ једноставну организацију пакета и једноставне алате за лако прилагођавање.                        |
| Трискел                  | 2014-11-03      | Убунту                    | Дистрибуција намењена малим предузећима, кућним корисницима и едукационим центрима.                                            |
| Ututo XS                 | 2012-04-27      | Džentu                    | Прва потпуно слободна дистрибуција коју је препознао ГНУ пројекат.                                                             |
| LibreWRT GNU/Linux-libre | 2013-06-10      | OpenWRT                   | Дистрибуција за рачунаре са минималним ресурсима, као што је Ben Nanonote, рутери засновани на ath9k вај-фај, и други хардвер. |

## Такође погледајте
- Линукс-либре, измењен линукс кернел, тако да садржи искључиво слободан софтвер